# Митрохин, Василий Никитич
Василий Никитич Митрохин (3 марта 1922, д. Юрасово, Рязанская губерния — 23 января 2004, Лондон) — сотрудник архивного отдела Первого главного управления КГБ СССР, впоследствии — перебежчик.

## Биография
Василий Никитич Митрохин родился 3 марта 1922 года в деревне Юрасово, Рязанская губерния. После окончания артиллерийского училища поступил в Казахский государственный университет, обучался на историческом и юридическом факультетах. В конце Великой Отечественной войны был направлен на работу в военную прокуратуру Харькова. После окончания университета и недолгой работы в должности заместителя военного прокурора в Харькове в 1948 году он был принят на работу в Комитет информации.
С 1948 года и до выхода в отставку в 1984 году — сотрудник советской разведки. Под дипломатическим прикрытием работал в странах Ближнего Востока, во второй половине 1960-х годов работал в ГДР. По собственным словам Митрохина, после выступления Хрущёва на закрытом пленуме ЦК КПСС он разочаровался в идеях коммунизма.
После возвращения в Москву в 1972 году Митрохин был направлен на работу в архив Первого главного управления КГБ СССР, где проработал большую часть своей службы в КГБ. Митрохин утверждает, что в 1972—1984 годы руководил передачей архивов госбезопасности с Лубянки в новую штаб-квартиру КГБ в Ясенево. В то же время бумажные дела микрофильмировали. В эти же годы, на протяжении 12 лет вплоть до своей отставки, Митрохин тайно их конспектировал, выделяя особо важное, копировать или фотографировать их он не мог. Свои записи он скрытно выносил, расшифровывал и переписывал в школьные тетради, которые прятал на своей подмосковной даче, в частности, помещая в бидон из-под молока и закапывая их. Собранных им материалов впоследствии скопилось на шесть чемоданов. Он сумел скопировать большой объём информации: материалы о внешних операциях КГБ, имена офицеров, агентов и информаторов КГБ, а также отчёты советских разведчиков.
В 1984 году Митрохин ушёл на пенсию.
В 1992 году в посольстве США в Таллине Митрохин безуспешно пытался передать рукописи, которые он выдавал за копии подлинных документов, сотрудникам ЦРУ. Однако спецслужбы США назвали их фальшивыми. С аналогичным предложением Митрохин в марте 1992 года обратился в посольство Великобритании в Риге, где ему предложили чаю и передали документы на проверку MI-6. Его материалы были приняты, организовано их изъятие с его дачи. 7 сентября 1992 года британские спецслужбы тайно переправили Митрохина с семьёй из России в Великобританию. Свои действия Митрохин позднее объяснял «чувством долга российского патриота».
Митрохин умер 23 января 2004 года в возрасте 81 года от воспаления лёгких в Лондоне.
В 1996 году британские власти решили сделать содержание «архива Митрохина» достоянием общественности, для чего в помощь Митрохину был прикомандирован известный историк разведки, профессор Кембриджского университета Кристофер Эндрю. В изданных им впоследствии книгах утверждается, что «архив Митрохина» охватывает операции советской внешней разведки за полвека, с 1930-х по 1980-е годы, переданные им школьные тетради с «конспектами» архивных документов позволили спецслужбам Запада выявить свыше сотни нелегальных агентов КГБ и пролить свет на некоторые операции КГБ по всему миру.
Как отмечал Кристофер Эндрю: «Если вы откроете первый том нашей книги, то на второй её странице увидите посвящение на русском языке, собственноручно написанное Митрохиным. Это факсимильное посвящение мы оставили без перевода на английский. Вот оно: „Посвящается всем, кто хотел сказать правду, но не сумел. Митрохин“».
Один из британских аналитиков, участвовавших в разборе Архива Митрохина, утверждал, что «если бы на Запад бежал глава КГБ, он обладал бы гораздо меньшей секретной информацией». По утверждению экс-шефа «советского отдела» ЦРУ Дэвида Мэрфи (2001): «У меня нет информации о подноготной дела Василия Митрохина. Зная по собственному опыту обстоятельства некоторых дел КГБ, упомянутых в книге Кристофера Эндрю и Митрохина, таких, как „Саша“ (Александр Григорьевич Копацкий), я считаю, что материалы, которые вывез Митрохин из архивов КИ/МГБ/КГБ, вполне точны».

## «Архив Митрохина»
Материалы, переданные на Запад Митрохиным, получили условное название «Архив Митрохина». Британские и американские спецслужбы считают архив Митрохина самым ценным источником информации о деятельности советских спецслужб.
На основе «архива Митрохина» профессор Кристофер Эндрю издал три книги:
- Vasili Mitrokhin and Christopher Andrew, The Sword and the Shield: The Mitrokhin Archive and the Secret History of the KGB, Basic Books (1999), hardcover, ISBN 0-465-00310-9; trade paperback (September, 2000), ISBN 0-465-00312-5
- Vasili Mitrokhin and Christopher Andrew, The World Was Going Our Way: The KGB and the Battle for the Third World, Basic Books (2005) hardcover, 677 pages ISBN 0-465-00311-7
- Christopher Andrew and Vasili Mitrokhin, The Mitrokhin Archive: The KGB in Europe and the West, Gardners Books (2000), ISBN 0-14-028487-7
- Vasiliy Mitrokhin, KGB Lexicon: The Soviet Intelligence Officer’s Handbook, Frank Cass & Co. Ltd (2002), 451 pages, ISBN 0-7146-5257-1
- «Chekisms», Tales of the Cheka, A KGB Anthology, Compiled and introduced by Vasiliy Mitrokhin. The Yurasov Press (2008), 435 pages, ISBN 978-0-10-850709-0.
- The KGB in Afghanistan, 2002